# Vermögensstrafe
Die Vermögensstrafe war eine ab 1992 im deutschen Strafrecht (§ 43a Strafgesetzbuch) geregelte Rechtsfolge, die 2002 für verfassungswidrig erklärt wurde.

## Regelungsgehalt
Wenn ein Straftatbestand die Vermögensstrafe als Sanktion ausdrücklich vorsah, konnte das Gericht neben einer lebenslangen oder einer zeitigen Freiheitsstrafe von mehr als zwei Jahren auf Zahlung eines Geldbetrages erkennen, dessen Höhe durch den Wert des Vermögens des Täters begrenzt war. Der Wert des Vermögens konnte dabei geschätzt werden. Das Gericht bestimmte eine (zusätzliche) Freiheitsstrafe, die im Fall der Uneinbringlichkeit an die Stelle der Vermögensstrafe trat (Ersatzfreiheitsstrafe). Das Höchstmaß der Ersatzfreiheitsstrafe war zwei Jahre, ihr Mindestmaß ein Monat.
Kriminalpolitisch war die Vermögensstrafe dadurch motiviert, dass der für einen Verfall erforderliche Nachweis, dass das Vermögen aus der Straftat stammte – also beispielsweise das Bargeld aus Drogengeschäften stammte oder die Ferienwohnung in der Schweiz mit Bestechungslohn erworben worden war – vor Gericht oft nicht zu erbringen war. Der Gesetzgeber wollte deshalb allein aus dem Verdacht heraus das Vermögen des Täters – stamme es woher auch immer – einziehen können.

## Nichtigkeit des § 43a StGB
Das Bundesverfassungsgericht erklärte die Vermögensstrafe für unvereinbar mit Art. 103 Abs. 2 GG (siehe: nulla poena sine lege) und nichtig, weil es dem Gesetzgeber nicht gelungen sei, das verfassungsrechtliche Minimum an gesetzlicher Vorausbestimmung zur Auswahl und Bemessung dieser Strafe bereitzustellen. Bei einer neuen Art der Strafe sei es von Verfassungs wegen erforderlich, den Richter für die gesicherte Anwendung eines solchen neuen und „grundrechtsgefährlichen“ Instruments mit besonders präzisen, verlässlichen und kontrollierbaren Strafzumessungsregeln auszustatten, was der Gesetzgeber versäumt habe.
Die Entscheidung erging nicht einstimmig, die Richter Jentsch, Di Fabio und Mellinghoff vertraten eine abweichende Meinung, da die Vermögensstrafe jedenfalls in der Auslegung durch den BGH nicht gegen das GG verstoße. Der BGH hielt die Vermögensstrafe für verfassungskonform. Auch in der Literatur wurde die Entscheidung des BVerfG kritisch rezipiert.
Mit dem Gesetz zur Reform der strafrechtlichen Vermögensabschöpfung wurde § 43a StGB mit Wirkung zum 1. Juli 2017 aufgehoben.